# Чинквина (Кјети)
Чинквина (итал. Cinquina) је насеље у Италији у округу Кјети, региону Абруцо.
Према процени из 2011. у насељу је живело 37 становника. Насеље се налази на надморској висини од 204 м.